# Ga Ngũ Đổ
Ngũ Đổ (phồn thể: 五堵車站; giản thể: 五堵车站; bính âm: Wǔdǔ Chēzhàn) là một ga đường sắt là một ga đường sắt trên tuyến Bờ Tây (Tuyến ven biển) thuộc Cục quản lý Đường sắt Đài Loan (TRA) nằm ở Tịch Chỉ, Tân Bắc, Đài Loan.

## Lịch sử
Nhà ga mở cửa vào ngày 1 tháng 6 năm 1902, trong thời kỳ Đài Loan thuộc Nhật. Nhà ga hiện tại được sử dụng bởi hành khách đến và đi từ  Cơ Long và Đài Bắc, và chỉ có tàu địa phương dừng tại đây.